# Catulle Mendès
Catulle Mendès (ur. 22 maja 1841 w Bordeaux, zm. 7 lutego 1909 w Saint-Germain-en-Laye) – francuski poeta, dramaturg, powieściopisarz i intelektualista; przedstawiciel parnasizmu.

## Ważniejsze prace

### Zbiory poezji
- Philoméla (1863)
- Poésies, première série (1876), zawiera większość jego wczesnych wierszy
- Soirs moroses, Contes épiques, Philoméla, etc.; Poésies (7 vols., 1885), nowe wydanie znacznie powiększone
- Les Poésies de Catulle Mendès (3 tomy, 1892)
- La Grive des vignes (1895)

### Utwory sceniczne
- La Part du roi (1872), komedia jednoaktowa
- Les Frères d'armes (1873), dramat
- Justice (1877), w 3 aktach, przez część krytyków uważna za pochwałę samobójstwa
- Le Capitaine Fracasse (1878), libretto do operetki, opartej na powieści Théophile’a Gautiera
- Gwendoline (1886) i Briséïs (1897), do muzyki Chabriera
- La Femme de Tabarin (1887)
- Isoline (1888), opera do muzyki Messagera
- Medea (1898), w 3 aktach – wystawiana w 1898 z Sarah Bernhardt w tytułowej roli[1]
- La Reine Fiammette (1898), conte dramatique w 6 aktach, której akcja osadzona jest w renesansowych Włoszech; potem adaptowana do muzyki Xaviera Lerouxa
- Le Cygne (1899), do muzyki Lecocqa
- La Carmélite (1902), do muzyki Reynaldo Hahna
- Le Fils de L’Étoile (1904), bohaterem której jest Bar-Kochba, syryjski pseudo-mesjasz, do muzyki Camille'a Erlangera
- Scarron (1905)
- Ariane (1906) i Bacchus (1909), opery do muzyki Masseneta
- Glatigny (1906)

### Teksty krytyczne
- Richard Wagner (1886)
- L'Art au théâtre (3 tomy; 1896–1900), cykl tekstów krytycznych drukowanych w gazetach

### Powieści
- Le Roi vierge (1880), w której opisuje Ludwika Szalonego i Ryszarda Wagnera
- La Maison de la vielle (1894)
- Gof (1897)